# Kaiser Friedrich (Schiff, 1886)
Kaiser Friedrich ist der Name eines 1886 als Dampfschiff gebauten Fahrgastschiffes in Berlin. Im Laufe seiner Nutzung wurde es mehrfach technisch modernisiert, zeitweise stillgelegt, aber immer wieder neu eingesetzt. Seit Mai 2024 fährt es unter seinem historischen Namen mit Elektroantrieb weiter auf den Berliner Gewässern. 

## Geschichte

### 1880er Jahre bis nach dem Ersten Weltkrieg
Das Dampfschiff wurde 1886 auf der Schiffswerft Möller & Holberg in Stettin-Grabow, den späteren Stettiner Oderwerken, gebaut. Welchen Namen das Schiff in seinen ersten Jahren trug, konnte laut Kurt Groggert noch nicht ermittelt werden. Es gehörte zu den sechs Repräsentanten der Kaiser-Klasse. Diese Doppelschraubendampfer waren vom Stettiner Lloyd bestellt, aber wegen dessen Konkurs nicht mehr abgenommen worden. Nach der Übernahme durch die Spree-Havel-Dampfschiffahrt-Gesellschaft Stern erhielten diese Dampfer die Namen Kaiser Wilhelm II. (später: Planet), Kaiser Friedrich, Kaiserin Auguste Viktoria, Kaiserin Augusta, Kaiserin Friedrich und Kronprinz Friedrich Wilhelm. Ab 1889 herrschte regelmäßiger Fahrbetrieb bei der neu gegründeten Gesellschaft.

### 1919 bis nach dem Zweiten Weltkrieg
In den frühen 1920er-Jahren wurde die Kaiser Friedrich in die Breslauer Gegend verkauft, und zwar zunächst an Paul David aus Meschlewitz. Dieser veräußerte das Schiff 1923 an Josef Schmiade in Breslau weiter. Als die Brüder Fritz und Ernst Griese, die bis dahin bei der Reederei Kieck als Schiffsführer und Maschinist gearbeitet hatten, sich selbstständig machten, kauften sie den Dampfer und holten ihn 1929 nach Freienbrink bei Erkner. 
Bei der Umbenennung des Schiffes, die mit dieser Geschäftsgründung einherging, fiel die Wahl angeblich aus Sparsamkeitsgründen auf den Namen Siegfried: Die Brüder Griese verwendeten die alten Messingbuchstaben des Namenszuges weiter, was laut Groggert „ohne weiteres“ möglich war, obwohl der Name Kaiser Friedrich ja kein g enthält. Als Reedereizeichen trug Siegfried eine hellblaue Manschette mit einer kleinen gelben Sonne. Dieses Zeichen ähnelte stark dem der Reederei Kieck. Im Sommer fuhr das Dampfschiff Siegfried häufig aushilfsweise für diese Reederei zur Woltersdorfer Schleuse. Wann genau das Schiff seine festen Aufbauten erhielt, die bei der Schiffswerft der Gebrüder Winkler in Kalkberge gebaut wurden, scheint nicht bekannt zu sein.
Im Juni 1944 wurde die Personenschifffahrt der BVG aufgenommen, weil nicht mehr genügend Treibstoff für Omnibuslinien zur Verfügung stand. Zu den Schiffen, die dafür genutzt wurden und deswegen einen Tarnanstrich erhielten, gehörte auch die Siegfried. Bis zum 17. Juli 1944 war Siegfried bei der BVG-Personenschifffahrt im Einsatz.

### Mai 1945 bis zum Mauerfall
Nach dem Krieg wurde am 31. Mai 1945 die Personenschifffahrt der BVG wieder eingerichtet und die Siegfried, nach wie vor im Besitz der Brüder Griese in Freienbrink, gehörte wieder zu den Schiffen, die dafür genutzt wurden. Der Heimathafen des Schiffes war nach der deutschen Teilung Spandau.
1953 war Siegfried im Besitz von Ernst Griese. Damals hatte das Schiff eine Zulassung für die Beförderung von 291 Personen. Diese Zahl galt auch noch im Jahr 1958, in welchem Siegfried zu den letzten sechs Westberliner Personendampfern gehörte. Die anderen Westberliner Dampfschiffe waren Alexander, Poseidon, Hoffnung, Sperber und Deutschland. Etwa ein Jahrzehnt später war die Siegfried der letzte „echte“ Personendampfer auf den Berliner Gewässern.
Der Dampfer diente bis 1964 für Sonderfahrten, 1967 wurde er stillgelegt. Da er nicht mehr fahrbereit war, wurde er 1968, als die Stern und Kreisschiffahrt das 80. Jahr ihres Bestehens feierte, noch einmal an die Anlegestelle Wannsee geschleppt und zur Bewirtung von Gästen genutzt. Damals kam die Idee auf, den Dampfer überhaupt zu einem Eventschiff und Künstlertreff zu machen, doch abgesehen davon, dass die Siegfried vor 1972 noch einmal einen neuen Anstrich erhielt – und ihre ursprünglichen Maschinen einbüßte –, wurden keine Schritte in diese Richtung unternommen. Nach einem Besitzerwechsel wurde der alte Dampfer an den Burgwall in Spandau verlegt, wo sich damals auch noch die Helgoland befand, die später den Namen Fortuna erhielt. Wegen Bauarbeiten am Spandauer Havelufer wurde die Siegfried schließlich in den Plötzenseer Kolk verlegt. Im Winter 1986 ging das Schiff in den Besitz der Stiftung Deutsches Technikmuseum Berlin über.

### Seit 1990
1993 wurde der Dampfer in Dresden-Laubegast neu aufgebaut und erhielt zwei Hochdruckmaschinen mit Ölfeuerung, da die originalen Dampf-Maschinen ausgebaut und verschrottet worden waren. Am 27. April 1994 wurde er von Eberhard Diepgens Ehefrau getauft. Danach war er für Stadtrundfahrten in Berlin eingesetzt.
Ab 2013 lag das Schiff aber an der Schleuseninsel im Tiergarten und war dem Verfall preisgegeben. Auf eine Anfrage des Abgeordneten Stefan Förster (FDP), warum Berlins ältestes Dampfschiff nicht mehr gepflegt werde, führte das Abgeordnetenhaus Berlin am 20. Oktober 2021 nach Rücksprache mit dem Besitzer, dem Technikmuseum, aus, dass ein regelmäßiger Betrieb durch die Stern und Kreisschiffahrt missglückt sei, weshalb das Schiff in die Obhut des Deutschen Technikmuseums genommen worden sei. Aber auch danach habe sich kein Interessent gefunden, der das historische Schiff zu bereedern bereit gewesen sei. Das Dampfschiff sei momentan nicht fahrfähig, besitze aber seit 2017 ein neues Schwimmfähigkeitsattest. Für eine Nutzung als Restaurantschiff stehe im Augenblick kein Liegeplatz zur Verfügung. In der Dauerausstellung des Technikmuseums könne die Kaiser Friedrich ebenfalls nicht gezeigt werden. Über eine Veräußerung des Schiffes werde derzeit nicht nachgedacht, weil sich kein Interessent mit ernsthaften Kaufabsichten ans Museum gewandt habe.
Im März 2023 lag das Schiff aber an der Werft Genthin in Sachsen-Anhalt. Im Auftrag des neuen Eigners, der Dahmen & Marhold GbR (Reederei Berliner Welle) wurde mit umfangreichen Umbauarbeiten begonnen. Dabei erhielt das Schiff ein Deep-Blue Hochleistungs-Antriebssystem von Torqeedo, bestehend aus zwei Permanent-Magnet-Synchronmotoren und Lithium-Ionen-Akkumulatoren. Seit Mai 2024 steht das Schiff, komplett restauriert und elektrisch angetrieben, wieder für den Fahrgastverkehr zur Verfügung. Am 4. Mai 2024 absolvierte es seine erste Fahrt mit der neuen Motorisierung. Sein Liegeplatz ist der historische Hafen im Berliner Stadtzentrum.

## Bilder

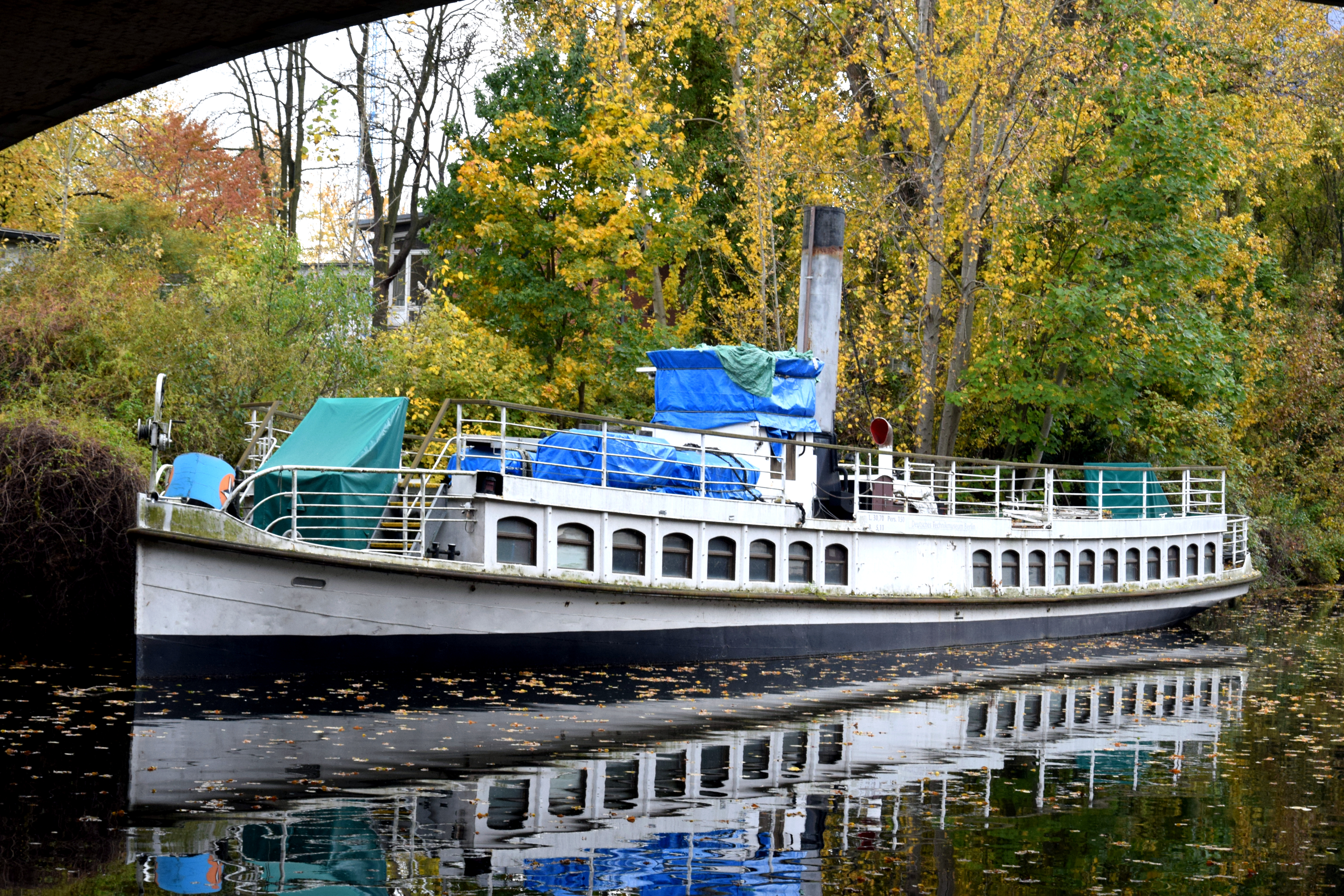
Zustand im Jahr 2021
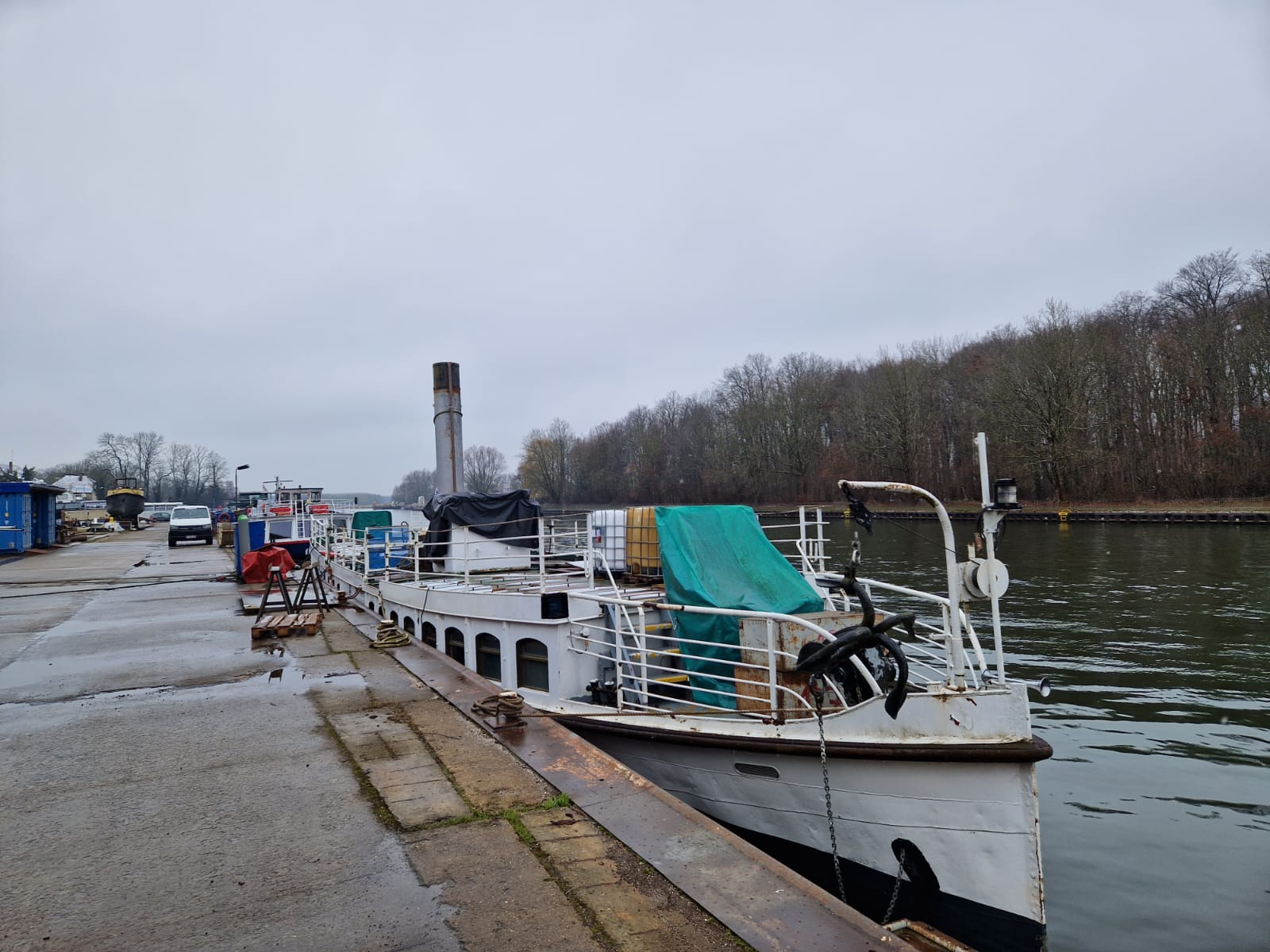
Zustand im März 2023
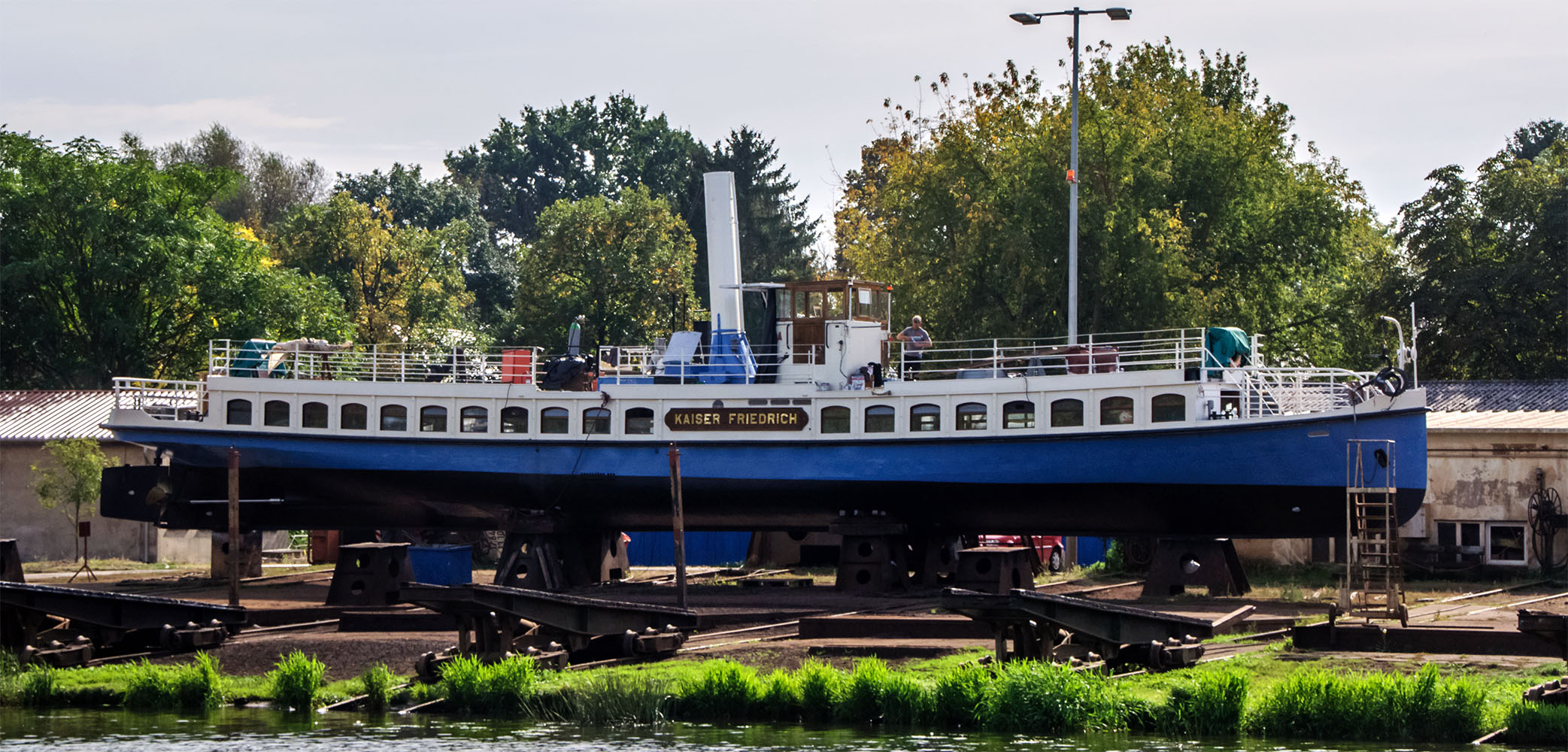
Oktober 2023 SET Genthin
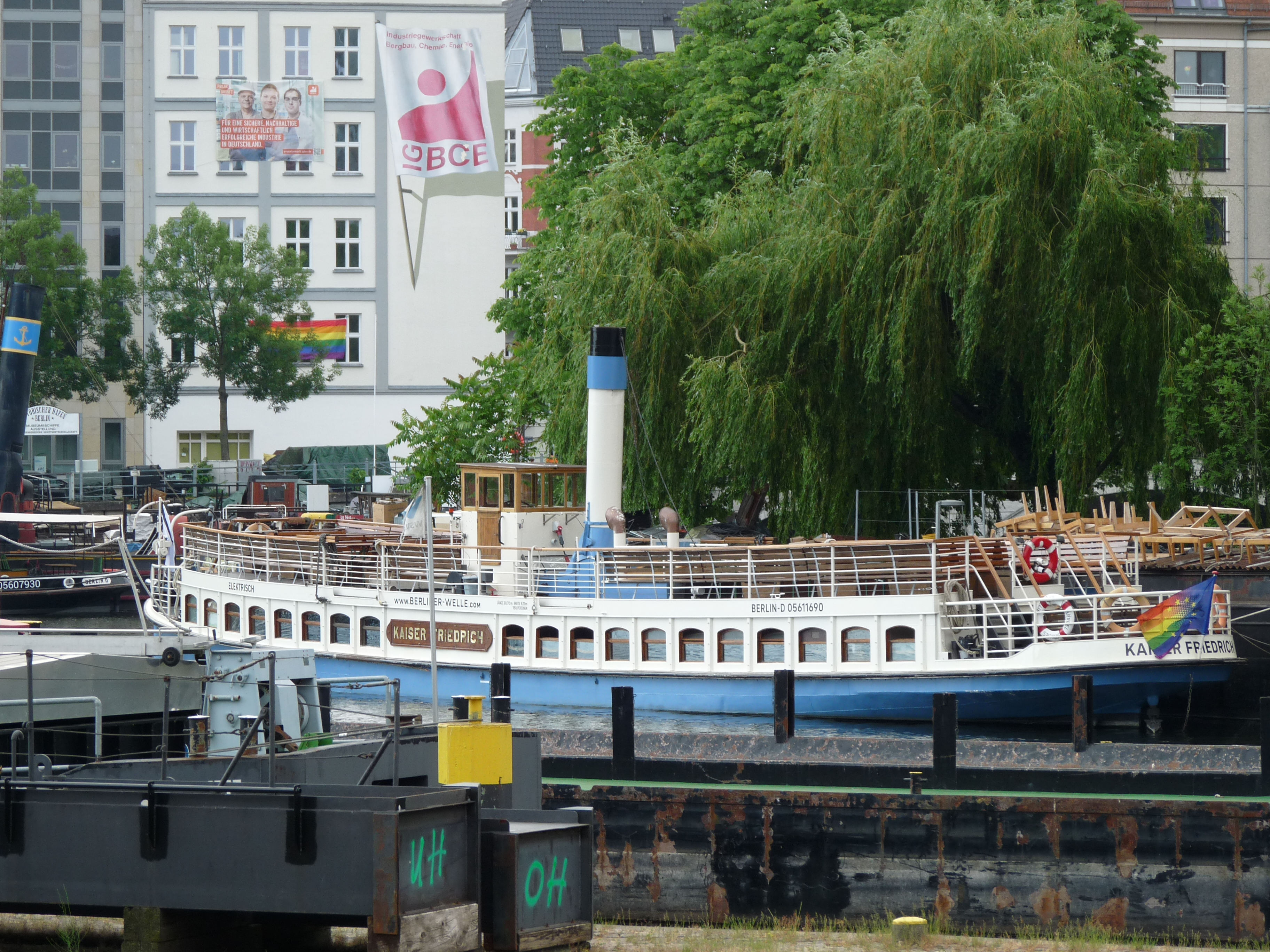
Im historischen Hafen